# Nāwahī (cràter)
Nāwahī és un cràter d'impacte en el planeta Mercuri de 38 km de diàmetre. Porta el nom del pintor hawaià Joseph Nāwahī (1842-1896), i el seu nom va ser aprovat per la Unió Astronòmica Internacional el 2008.
El cràter Nāwahī es troba dins de la gran conca d'impacte Caloris. El material fosc inusual que crea un halo al voltant del Nāwahī fa que aquest cràter tingui un interès especial, ja que el material fosc probablement representen roques amb uns elements químics i composició mineralògica diferents que les de la superfície veïna.